# Sarah Jezebel Deva

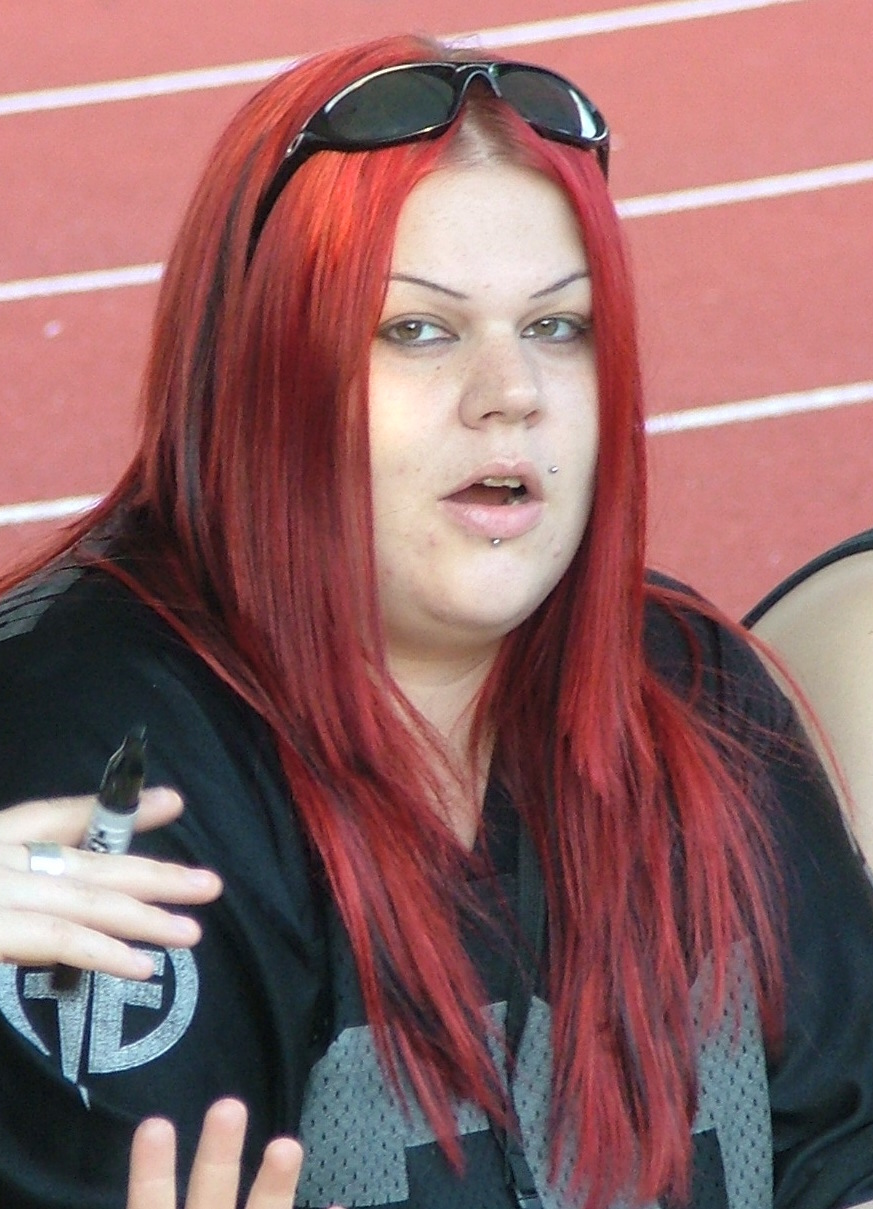
Sarah Jezebel Deva

Sarah Jezebel Deva, geboren als Sarah Jane Ferridge (Forest Gate, Londen, 25 februari 1977), is bekend als zangeres van de blackmetalband Cradle Of Filth. Hoewel zij niet officieel lid van de groep is, nam zij regelmatig de vrouwelijke zangpartijen voor haar rekening. Behalve COF heeft zij medewerking verleend aan diverse andere bands (voor een gedetailleerde lijst, zie de discografie hieronder).

## Biografie
Op 11-jarige leeftijd stond zij voor het eerst in de schijnwerpers in het Queen's Theatre, maar niet veel later nam zij de stap van jazz naar punk, door als tweede zanger aan te treden in de formatie Mad Dog. Nadat zij op het podium werd bespuugd, realiseerde zij zich dat de punkscene niet voor haar weggelegd was.
Nadat zij de punk vaarwel had gezegd, legde zij toe op het schrijven van eigen teksten en nam zij een demo op. Op 16-jarige leeftijd nam zij de stap in de richting van black metal en was zij hiermee voor het eerst te horen op het album Vempire or Dark Faerytales in Phallustein van COF onder haar alom bekende pseudoniem Sarah Jezebel Deva (een naam die aan haar gegeven was door frontman Dani Filth) uit 1996 en groeide haar naamsbekendheid gestaag. Door de jaren heen, begon COF echter steeds minder gebruik te maken van Sarah. Waar zij op Dusk and Her Embrace en Midian nog volop meedeed, werden haar op Thornography (maar met name op Godspeed on the Devil's Thunder) slechts wat kleine zinnetjes toebedeeld. Haar discografie omvat echter een niet onaanzienlijk aantal albums en bands waaraan zij heeft meegewerkt.
In 2001 vormt zij samen met de Zweedse broers Chris (ex-Abyssos) en Tommy Rehn (ex-Moahni Moahna) de Symphonic/gothicmetalband Angtoria. In 2004 nam zij met hen een demo op voor platenmaatschappijen met hierop onder andere een cover van Kylie Minogues Confide in me. Zij wisten in 2005 een contract binnen te halen.
Dit contract is gesloten met Listenable Records. In april 2006 kwam het album God has a plan for us all uit via dit label. Het album is grotendeels positief ontvangen. Ook is er een videoclip opgenomen voor het nummer God has a Plan for Us All.
In 2009 besluit Sarah om als soloartiest verder te gaan en op 15 februari 2010 komt haar eerste soloalbum A Sign of Sublime uit onder het label van Rising Records UK. Binnenkort begint Sarah aan haar eerste Britse tournee als frontvrouw en er worden plannen gemaakt voor verdere tournees.

## Discografie

### Mad Dog
- 1993 · Howling at the Moon

### Cradle of Filth
- 1996 · Vempire or Dark Faerytales in Phallustein
- 1996 · Dusk and Her Embrace
- 1998 · Cruelty and the Beast
- 1999 · From the Cradle to Enslave
- 2000 · Midian
- 2001 · Bitter Suites to Succubi
- 2001 · Heavy, Left-handed & Candid
- 2002 · Lovecraft & Witch Hearts
- 2002 · Live Bait for the Dead
- 2003 · Damnation and a Day
- 2003 · Mannequin
- 2004 · Nymphetamine
- 2005 · Nymphetamine Special Edition
- 2006 · Thornography
- 2008 · Godspeed on the Devil's Thunder
- 2000 · Her ghost in the fog

### Covenant
- 1997 · Nexus Polaris

### Tulus
- 1997 · Mysterion

### Therion
- 1997 · Vovin
- 1999 · Crowning of Atlantis
- 2002 · Live in Midgard

### Graveworm
- 1998 · Underneath the Crescent Moon

### Mortiis
- 1998 · The Stargate
- 2001 · The Smell of Rain

### Mystic Circle
- 1999 · Infernal Satanic Verses

### The Gathering
- 2002 · Black Light District

### Mendeed
- 2004 · From Shadows Came Darkness

### Angtoria
- 2006 · God has a plan for us all

### Diverse artiesten
- 2003 · Emerald / A Tribute to the Wild One (Thin Lizzy-tribute
- 2004 · Dead Can Dance Tribute / The Lotus Eaters

### Sarah Jezebel Deva
- 2010 ·  A Sign of Sublime
- 2011 ·  Corruption of Mercy